# Joni Mitchell at Newport
Joni Mitchell at Newport — концертный альбом певицы и автора песен Джони Митчелл, выпущенный 28 июля 2023 года на лейбле Rhino Entertainment. Альбом содержит все её выступления на Ньюпортском фолк-фестивале 2022 года 24 июля 2022 года. Для выступления к Митчелл присоединилась группа музыкантов (названная «Joni Jam»), включая Брэнди Карлайл, Вайнонну Джадд и Маркуса Мамфорда. Это было её первое публичное выступление после перенесённой аневризмы в 2015 году.
Альбом получил премию Грэмми в категории Лучший фолк-альбом в 2024 году.

## Отзывы
| Совокупная оценка   | Совокупная оценка |
| Источник            | Оценка            |
| ------------------- | ----------------- |
| Metacritic          | 80/100            |
| Оценки критиков     |                   |
| Источник            | Оценка            |
| American Songwriter | [ 7 ]             |
| Exclaim!            | 8/10              |
| Pitchfork           | 6.0/10            |

Joni Mitchell at Newport получил 80 баллов из 100 на агрегаторе рецензий Metacritic на основе одиннадцати отзывов критиков, что свидетельствует о «всеобщем признании». Uncut посчитал «справедливым сказать, что Митчелл редко делает тяжёлую работу здесь. Её роль на сцене изменчива: муза-богиня, Северная звезда, шредер, комическая фольга и иногда певица. Игра её коллег-артистов великолепна, а бэк-вокал, в частности, источает класс», а Classic Rock назвал этот альбом «альбомом, наполненным абсолютной любовью и восхищением, который трогает и вдохновляет в высшей степени».
Рецензируя альбом для Exclaim!, Сэм Бур назвал его «напоминанием о том, как живёт Митчелл и как её музыка заставляет нас жить», написав, что «огромное разнообразие музыкантов на сцене этого фестиваля — достаточная причина», чтобы послушать альбом, аранжировки которого «несут в себе непременную импровизационную энергию». Боер заключил, что это «победный круг Митчелл». Ли Циммерман из American Songwriter нашёл, что «трудно не проникнуться чувствами, которые разделялись как на фестивальной сцене, так и за её пределами», и резюмировал альбом как «замечательную запись» и ту, которую «можно легко считать альбомом на века».
Грейсон Хавер Каррин из Pitchfork сравнил альбом с «селфи, снятым с какого-то ошеломляющего вида, где лица субъектов случайно вытесняют реальное зрелище, которое они там наблюдают», и написал, что «подход Карлайл к песням граничит с удушением», поскольку она «постоянно напоминает аудитории, что она здесь, что она отчасти ответственна за это». Тем не менее, Каррин считает, что «в этом альбоме есть одна вещь, которой иногда пренебрегают в карьере Митчелл: её юмор или, точнее, её смех», поскольку её остроумие «часто упускают из виду».

## Список композиций
Слова и музыка всех песен — Джони Митчелл, кроме «Summertime», где авторы Джордж Гершвин, Айра Гершвин и Дюбос Хейвард.
| №                   | Название                     | Длительность |
| ------------------- | ---------------------------- | ------------ |
| 1.                  | «Введение от Брэнди Карлайл» | 2:41         |
| 2.                  | «Big Yellow Taxi»            | 2:40         |
| 3.                  | «A Case of You»              | 4:51         |
| 4.                  | «Amelia»                     | 7:59         |
| 5.                  | «Both Sides Now»             | 5:40         |
| 6.                  | «Just Like This Train»       | 3:31         |
| 7.                  | «Summertime»                 | 5:52         |
| 8.                  | «Carey»                      | 3:37         |
| 9.                  | «Help Me»                    | 5:20         |
| 10.                 | «Come in from the Cold»      | 7:34         |
| 11.                 | «Shine»                      | 5:44         |
| 12.                 | «The Circle Game»            | 5:55         |
| Общая длительность: | Общая длительность:          | 61:24        |

## Чарты
| Чарт (2023)                                   | Высшая позиция |
| --------------------------------------------- | -------------- |
| Бельгия/Фландрия (Ultratop)                   | 115            |
| Германия (Offizielle Top 100)                 | 64             |
| Венгрия Physical Albums (MAHASZ)              | 7              |
| Япония Hot Albums (Billboard Japan)           | 85             |
| Шотландия (Scottish Albums Chart)             | 6              |
| Швейцария (Schweizer Hitparade)               | 75             |
| Великобритания (UK Albums Chart)              | 52             |
| США (Billboard 200)                           | 167            |
| США (Billboard Folk Albums)                   | 9              |
| США Top Rock & Alternative Albums (Billboard) | 40             |